# Алексий (Туриков)
Епи́скоп Алекси́й (в миру Серге́й Алекса́ндрович Ту́риков; род. 6 сентября 1984, Москва) — архиерей Русской православной церкви, епископ Раменский, викарий патриарха Московского и всея Руси (с 2024). Секретарь Патриарха Московского и всея Руси (с 2014).

## Биография
Вырос в церковной семье потомственных священнослужителей, его отец — протоиерей Александр Туриков с 1991 года является настоятелем храма Спаса Преображения на Песках, на Арбате города Москвы, а мать Ангелина Алексеевна Турикова — является регентом этого же храма. Прадед Сергий Павлович Туриков был Патриаршим Архидиаконом.
В 2001 году окончил общеобразовательную школу № 7 города Мытищи Московской области. В 2001 году поступил на очное отделение юридического факультета Московского государственного областного университета. В 2005 году окончил дополнительную образовательную программу Московского транспортного института по специальности «Логистическое администрирование». В 2006 году окончил Московский государственный областной университет с присвоением квалификации юриста с дополнительной квалификацией преподаватель права. В 2006—2008 годы работал по специальности.
В 2008 году поступил на дневное отделение Московской духовной академии. С 22 апреля 2009 года — референт руководителя Службы делопроизводства и архива Московской Патриархии; с 1 января 2010 года — специалист по кадрам Московской Патриархии. С 1 сентября 2014 года по настоящее время — секретарь Патриарха Московского и всея Руси.
В 2015 году окончил Московскую духовную академию с присуждением квалификации «бакалавр теологии», после чего продолжил обучение в магистратуре. В 2017 году окончил магистратуру Московской духовной академии (кафедра церковно-практических дисциплин). 27 июня 2018 года там же защитил диссертацию «Церковный суд в России: синодальное и современное процессуальное законодательство» (научный руководитель протоиерей Димитрий Пашков) на соискание степени магистра богословия.

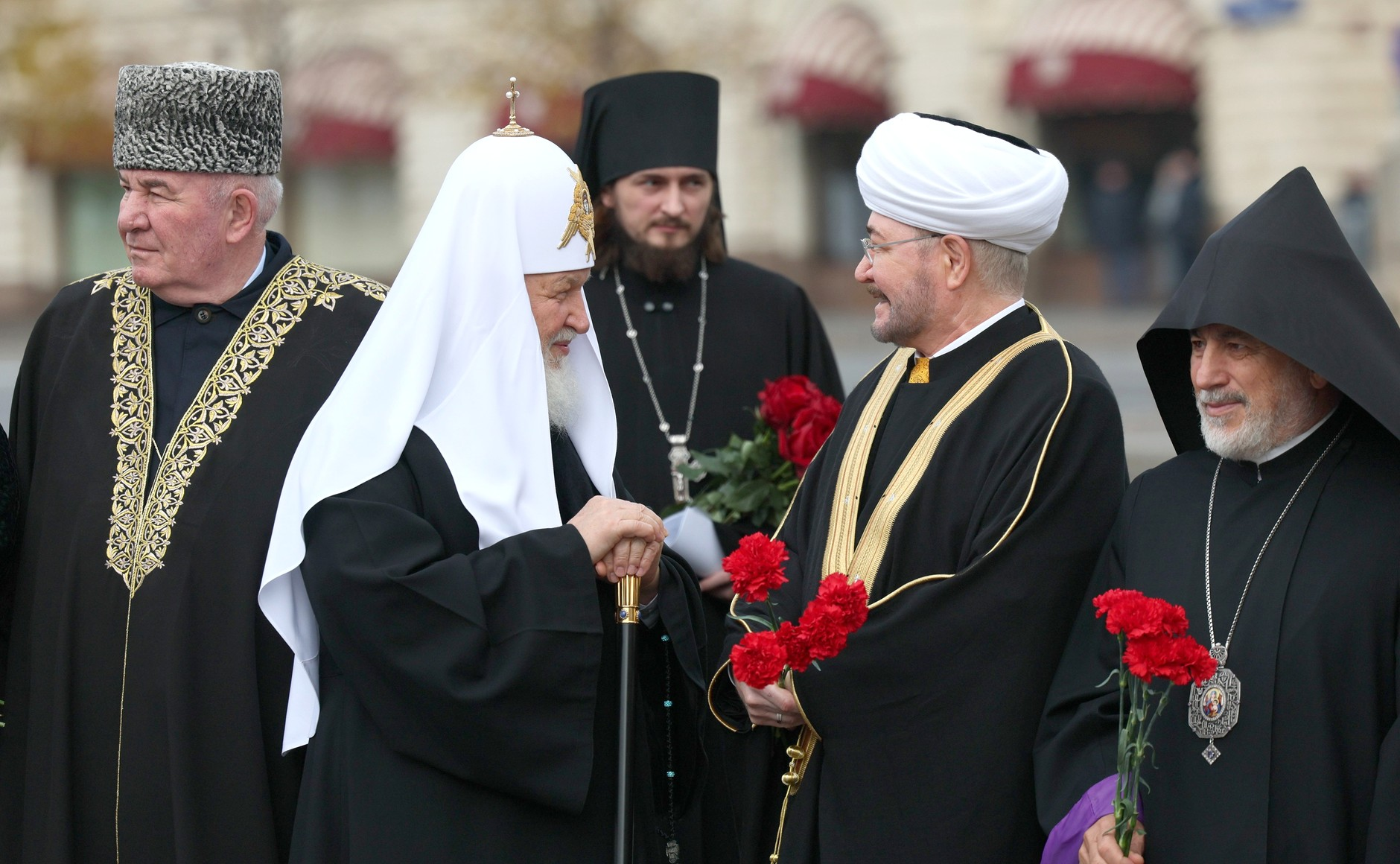
Архимандрит Алексий (Туриков) (в центре). День народного единства. Москва 4 ноября 2023 года

16 марта 2019 года в домовом храме в честь иконы Божией Матери «Скоропослушница» Патриаршей резиденции в Переделкине пострижен в монашество с наречением имени Алексий в честь праведного Алексия, человека Божия.
17 марта 2019 года в кафедральном соборном Храме Христа Спасителя в Москве Патриархом Кириллом был рукоположен в сан иеродиакона.
7 апреля 2019 года в Благовещенском соборе Московского Кремля патриархом Кириллом рукоположен в сан иеромонаха. 3 сентября 2019 года зачислен в братию Новоспасского ставропигиального монастыря.
8 января 2020 года в Успенском соборе Московского Кремля патриархом Кириллом был возведён в сан архимандрита.
12 марта 2020 года года Указом Патриарха Московского и всея Руси Кирилла в дополнение к несомому послушанию назначен настоятелем Патриаршего подворья при храме преподобной Евфросинии, великой княгини Московской, в Котловке города Москвы.
23 марта 2020 года включён в состав Рабочей группы при Патриархе Московском и всея Руси по координации деятельности церковных учреждений в условиях распространения коронавирусной инфекции.

### Архиерейство
12 марта 2024 года решением Священного синода РПЦ избран епископом Раменским, викарием патриарха Московского и всея Руси.
23 марта 2024 года в Тронном зале Храма Христа Спасителя Москвы наречён во епископа Раменского, викарием Патриарха Московского и всея Руси.
24 марта 2024 года в Кафедральном соборном Храме Христа Спасителя хиротонисан во епископа. Хиротонию совершили: патриарх Кирилл, митрополит Воскресенский Григорий (Петров), митрополит Волоколамский Антоний (Севрюк), митрополит Балтийский и Светлогорский Серафим (Мелконян), митрополит Каширский Феогност (Гузиков), архиепископ Одинцовский и Красногорский Фома (Мосолов), архиепископ Егорьевский Матфей (Копылов), архиепископ Зеленоградский Савва (Тутунов), епископ Наро-Фоминский Никандр (Пилишин), епископ Зарайский Константин (Островский).
15 февраля 2025 года Распоряжением Патриарха Кирилла в дополнение к несомым послушаниям назначен управляющим Юго-Западным викариатством Москвы.